# Elektromigratie

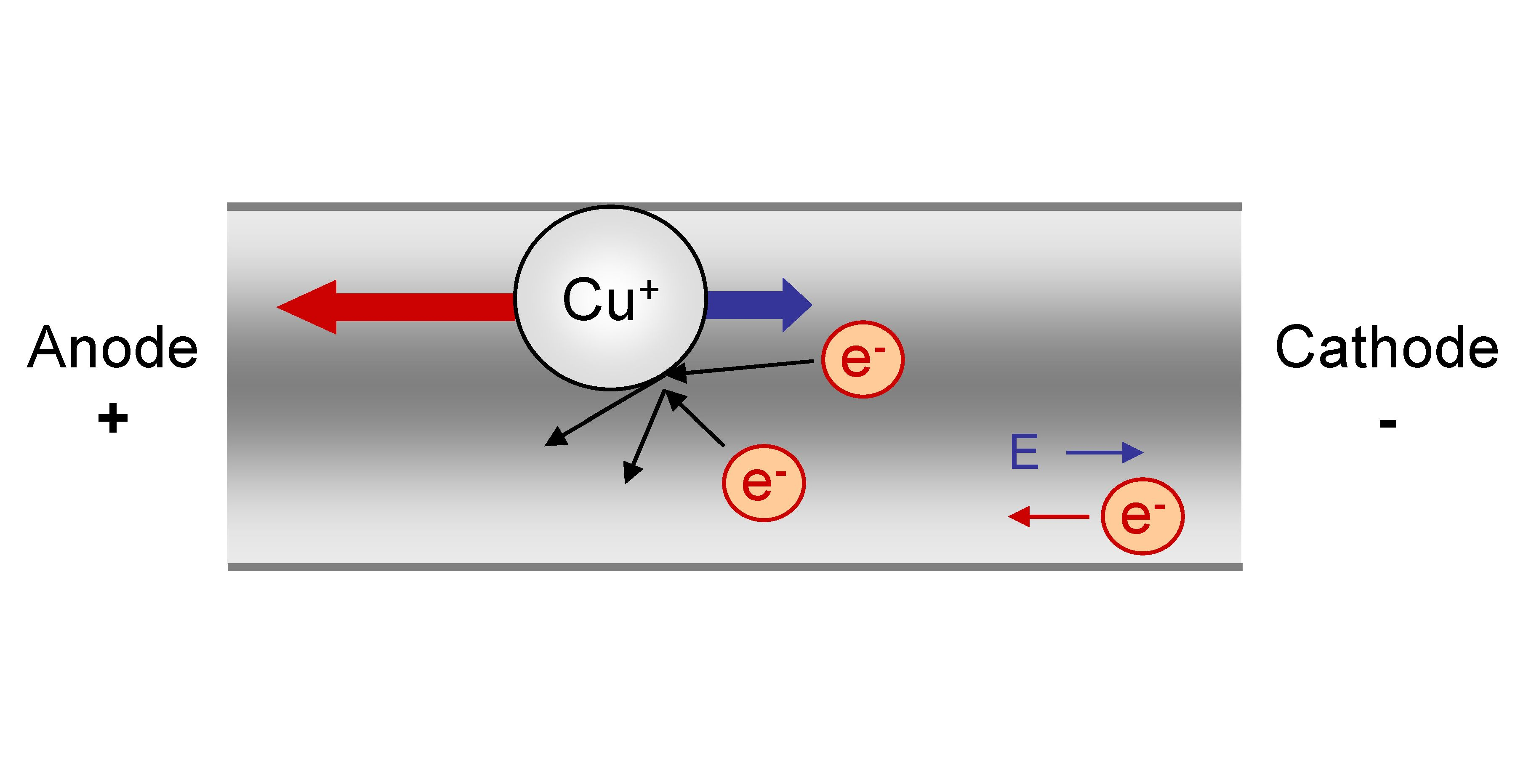
Elektromigratie is het gevolg van de momentumoverdracht van de elektronen die in een draad bewegen.

Elektromigratie (EM) verwijst naar materiaaltransport door de geleidelijke beweging van ionen in een vaste geleider veroorzaakt door de elektrische stroom. Botsingen van elektronen met de ionen en, in mindere mate, het elektrische veld oefenen een kracht uit op de ionen, wat de reden is waarom ze bij voorkeur migreren in een bepaalde richting tijdens een diffusiestap. De verkleining van componenten verhoogt de praktische betekenis van dit effect.

## Geschiedenis

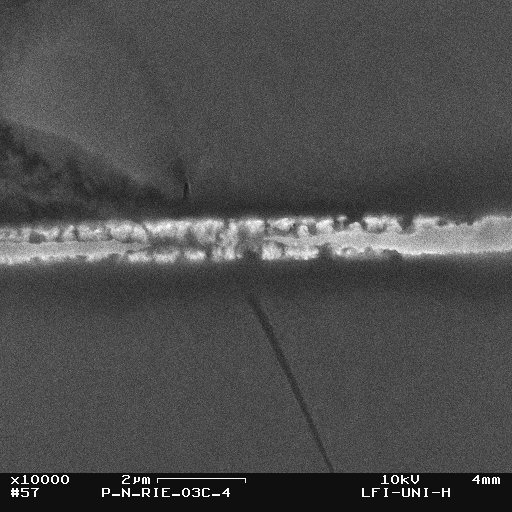
Beschadigde geleiderbaan door elektromigratie.

Het fenomeen van elektromigratie is al meer dan 100 jaar bekend en werd ontdekt door de Franse wetenschapper Gerardin. Het onderwerp werd praktisch interessant vanaf ongeveer 1965, toen ontdekt werd dat de dunne aluminiumverbindingen gebruikt in de toen opkomende geïntegreerde schakelingen (IC's) werden vernietigd bij hoge stroomdichtheden. De eerste commercieel verkrijgbare IC's faalden in slechts drie weken als gevolg van elektromigratie. Dit leidde tot een grote inspanning van de industrie om dit probleem te verhelpen.
Een levensduurvoorspelling voor beschadigde geleiderbanen door elektromigratie werd geformuleerd in 1966 door James R. Black van Motorola. Op dat moment waren de sporen ongeveer 10 micrometer breed, terwijl de breedte van de tegenwoordig sterk geïntegreerde chips slechts ongeveer 14 nm is. Dit onderzoeksgebied wordt steeds belangrijker, vooral als gevolg van de gestage verkleining van componenten.